# Dorfkirche Hausen

Dorfkirche St. Nikolai

Die evangelisch-lutherische Dorfkirche St. Nikolai steht in
Hausen, einem Ortsteil der Landgemeinde Nessetal im Landkreis Gotha in Thüringen.

## Gemeindezugehörigkeit
Die Kirchengemeinden Wangenheim und Goldbach im Kirchenkreis Gotha der Evangelischen Kirche in Mitteldeutschland haben sich im Januar 2013 zur Evangelisch-Lutherischen Kirchengemeinde Emmaus Goldbach-Wangenheim zusammengeschlossen. Die neue Kirchengemeinde besteht u. a. aus dem Kirchdorf Bufleben mit den Ortsteilen Hausen und Pfullendorf.
Sie liegen am Meister-Eckhart-Weg. Bis 2009 gehörte der gesamte Kirchenkreis zur Evangelisch-Lutherischen Kirche in Thüringen.

## Beschreibung
Die Dorfkirche St. Nikolai wurde um 1148 als kleine Kapelle errichtet. Sie ist im Kern eine mittelalterliche Kirche mit Chorturm. 1605 wurde der Turm neu aufgebaut. Bis 1661 wurde das Bauwerk zur heutigen Saalkirche ausgebaut. Am Kirchenschiff wurden nördlich ein modernes Leichenhaus und westlich ein Windfang angebaut. An der Nordseite des Turms befindet sich ein mittelalterlicher, kreuzgratgewölbter Anbau für die Sakristei. Der Chor hat ein Sterngewölbe. Der Chorraum ist durch einen spitzbogigen Triumphbogen vom Kirchenschiff getrennt.
Das Langhaus ist mit einem Satteldach mit Dachgauben bedeckt. Der Innenraum wird von einem spitzbogigen, hölzernen Tonnengewölbe überspannt. Die Emporen sind zweigeschossig. Die Kanzel, datiert mit 1604, ist mit Beschlagwerk dekoriert. Das Taufbecken stammt aus dem 16. Jahrhundert.
Eine ehemalige rundbogige Tür wurde bis auf den oberen Bereich, der heute als Fenster ausgestaltet ist, zugemauert. Die Südseite verfügt über drei spitzbogige Fenster. Im Erdgeschoss des Turms sind die spitzbogigen Fenster des Chores, im ersten Obergeschoss sind es nur kleine Fenster, im zweiten Obergeschoss dagegen große rechteckige Fenster. Die Spitze des Turms bildet eine Haube, der eine Laterne aufgesetzt ist, die mit einer goldfarbigen Turmkugel und einer schmiedeeisernen Wetterfahne gekrönt ist. 1969 hatte der Kirchturm eine neue Schieferdeckung erhalten und die Turmuhr wurde instand gesetzt.

## Orgel
Die Orgel mit 13 Registern, verteilt auf 2 Manuale und Pedal, wurde 1857 von der Firma Friedrich Knauf & Sohn gebaut. Wegen der Größe der Orgel wurde ein Umbau der Kirche notwendig.